# Epanogmus bebius
Epanogmus bebius är en stekelart som först beskrevs av Walker 1839.  Epanogmus bebius ingår i släktet Epanogmus och familjen puppglanssteklar. Inga underarter finns listade i Catalogue of Life.